# Aequorea tenuis
Aequorea tenuis is een hydroïdpoliep uit de familie Aequoreidae. De poliep komt uit het geslacht Aequorea. Aequorea tenuis werd in 1862 voor het eerst wetenschappelijk beschreven door Agassiz. 